# Uppå källarbacken
Uppå källarbacken (alt. Uppå källabacken) är en gammal svensk danslek. Till den dansas det såväl kring julgran som midsommarstång.

## Publikation
- Julens önskesångbok, 1997, under rubriken "Tjugondag Knut dansar julen ut", angiven som "Folkmelodi"

## Inspelningar
En tidig inspelning gjordes av Lily Berglund med Simon Brehms orkester den 3 april 1954, och kom ut på skiva i april samma år.

### Fotnoter
1. ↑  ”Uppå källarbacken”. Svensk mediedatabas. 29 mars 1954. http://smdb.kb.se/catalog/id/000082808. Läst 19 maj 2011.